# Lee Eun-mi
Dans ce nom coréen, le nom de famille, Lee, précède le nom personnel.
Pour les articles homonymes, voir Lee.
Lee Eun-mi, née le 18 août 1988, est une footballeuse internationale sud-coréenne évoluant au poste de défenseure au Suwon UDC WFC. Elle fait également partie de l'équipe nationale depuis 2007.

## Biographie
Elle participe avec l'équipe de Corée du Sud à la Coupe d'Asie 2010, puis à la Coupe d'Asie 2014, et à la Coupe du monde 2015.
Elle fait ensuite partie des 23 joueuses retenues pour disputer la Coupe du monde 2019 organisée en France.